# راجيندرا سينغ رنا
راجيندرا سينغ رنا هو سياسي هندي، ولد في 1 يوليو 1961 في ديوبند في الهند، وتوفي بنفس المكان في 27 أكتوبر 2015. نشط حزبياً في سماجوادي.